# Volo Pacific Air Lines 773
Il volo Pacific Air Lines 773 era un volo di linea della Pacific Air Lines operato il 7 maggio 1964 da un Fokker F27 tra Reno e San Francisco con scalo a Strockton. Durante la crociera, nei pressi di Danville, un passeggero si introdusse nella cabina di pilotaggio ed uccise entrambi i piloti. Ormai senza controllo il Fokker precipitò al suolo provocando la morte di tutti e 41 i passeggeri.

## Il velivolo
Il velivolo coinvolto nell'incidente era un Fokker F27 con numero di registrazione N2770R costruito nel 1959. Al momento dell'incidente aveva accumulato 10.250 ore di volo.

## Francisco Paul Gonzales, il dirottatore omicida e suicida
Francisco Paul (da altre fonti scritto Paula forse per errore di trascrizione dai registri filippini) Gonzales, di nazionalità filippina, ex marinaio sulle navi commerciali, autore del dirottamento e degli omicidi con il suicidio finale era nato a Manila nel gennaio 1937. Alle Olimpiadi di Roma, nel 1960, aveva partecipato nella classe velica "Dragone" col natante "Patricia",  non distinguendosi particolarmente, arrivando in 24ª posizione.
Con lui avevano gareggiato anche Fausto Preysler (1914-2007) e Jesus Villareal (nato 1928). Le gare riguardo la vela si svolsero nel golfo di Napoli.
Dopo le Olimpiadi si trasferì a San Francisco, come magazziniere ma nel corso del tempo aveva contratto numerosi debiti soprattutto dopo il divorzio richiesto dalla moglie. Nei mesi precedenti aveva rivelato ad alcuni amici che avrebbe voluto morire "tra il sei o il sette di maggio". 
Nelle settimane precedenti aveva mostrato ad alcuni conoscenti una .357 Magnum, la Smith & Wesson 27 da poco acquistata ed aveva contratto due polizze vita per circa 105.000 dollari.
La sera prima del suo folle gesto era stato in un casinò nel Nevada, a Reno dove il giorno dopo si imbarcò su un aereo per San Francisco. Al casinò fu visto perdere e rigiocare somme ingenti. Con un cameriere aveva detto che oramai non gli importava più nulla.

## Il volo
Il Fokker F-27 decollò dall'aeroporto di Reno alle 5:54 con 33 passeggeri a bordo. La prima tratta del volo si rivelò tranquilla ed il Fokker fece regolarmente scalo a Strockton atterrando alle 6:28 dove due passeggeri scesero e dieci si imbarcarono.
Secondo i testimoni scesi dall'aereo a Stockton, il dirottatore Gonzales era seduto proprio dietro la porta della cabina di pilotaggio.
Il volo 773, dopo il decollo, fu autorizzato a salire in condizioni di volo a vista a 6.000 piedi. Durante la salita l'equipaggio riportò di lasciare i 2.000 piedi e fu istruito a contattare il Centro di Controllo del Traffico Aereo di Oakland (ARTCC). Il radar dell'ARTCC rilevò il volo 773 a sei miglia da Stockton alle 6:43 alla quota assegnatogli di 5.000 piedi. Due minuti più tardi il controllore di volo avvisò i piloti di virare verso sinistra per dirigersi verso l'Aeroporto di San Francisco. Alle 6:47 i piloti contattarono la torre di controllo per l'avvicinamento. Subito dopo si sentì via radio un messaggio concitato e confuso provenire dal Fokker. Secondo la ricostruzione più probabile era: "Hanno sparato al capitano. Ci hanno sparato. Sto cercando di aiutare... ".
Nessuna altra trasmissione fu registrata e l'F-27 iniziò a scendere di quota e impattando infine su una collina. Alcuni frammenti metallici, ricercati da appassionati, sepolti più in profondità dalla pressione dello schianto, sono ancora emersi dal terreno.
Quei pochi resti biologici rimasti di Gonzales e dei passeggeri sono stati sepolti al Mountain View Cemetery di Alameda, un'isoletta davanti Oackland separata dall'estuario Alameda Creek nella baia di San Francisco. Nel loculo a lui assegnato compare un cartellino plastificato dentro la targhetta con scritto a macchina "Francisco Paul Gonzales" seguito da: "R.V.#2-23-2" Poi la data: "5/25/64" (probabile data inumazione).

## L'inchiesta
Per accertare le cause dell'incidente venne nominata una commissione di inchiesta presieduta dalla Civil Aeronautics Board (CAB). Nell'area dell'impatto venne ritrovato un revolver Smith & Wesson 27 contenente sei cartucce vuote; lo stesso acquistato da Gonzales.
Secondo la ricostruzione degli investigatori, quando il velivolo era a pochi minuti dall'atterraggio, Gonzales, seduto immediatamente dietro alla cabina di pilotaggio, vi irruppe all'interno sparando prima al comandante Ernest A. Clark (nato nel 1912) e poi al primo ufficiale, Ray E. Andress (nato nel 1932). Dopo è certo che sparò anche all'assistente di volo Margaret "Majorie" E. Schafer (nata nel 1924, madre di un bimbo) probabilmente ferendola gravemente.
Purtroppo un episodio similare si è ripetuto 23 anni dopo, nel 1987, con il volo 1771 PSA, sempre in California con il folle gesto di un ex dipendente della compagnia aerea licenziato per precedenti comportamenti criminali.